# El Buste
El Buste (aragónul Lo Bust) település Spanyolországban,  Zaragoza tartományban. El Buste Borja és Tarazona községekkel határos. Lakosainak száma 59 fő (2024).

## Népesség
A település népessége az utóbbi években az alábbiak szerint változott:
| Lakosok száma | 108  | 98   | 94   | 90   | 82   | 68   | 68   | 66   | 71   | 59   |
|               | 2001 | 2004 | 2007 | 2009 | 2012 | 2014 | 2017 | 2019 | 2022 | 2024 |